# Мосин, Лев Александрович
Лев Александрович Мосин (род. 7 декабря 1992, Россия) — российский легкоатлет, специализирующийся на спринтерском беге.

## Биография
На чемпионате Европы 2012 года в Хельсинки дошёл до полуфинала, где показав результат 46.77 прекратил дальнейшую борьбу.
На молодёжном чемпионате Европы стал чемпионом как в индивидуальной программе (45.51), так и в эстафете (3:04.63).
Участвовал в чемпионате мира в Москве. Российская четвёрка в отборочном забеге победила с результатом 3:01.81 и вышла в финал, где показала третий результат (2.59,90).